# ジェローム・ジョーダン
ジェローム・アドルフス・ジョーダン（Jerome Adolphus Jordan, 1986年9月29日 - ）は、ジャマイカ・キングストンのバスケットボール選手。ポジションはセンター。213cm、113kg

## 経歴
タルサ大学、北フロリダ大学、ステッソン大学からオファーを受け、タルサ大学に進学した。
2007-2008シーズン、カンファレンスUSAのリバウンドで2位、フィールドゴール成功率とブロックショットで1位となった。カンファレンスのトーナメント、東カロライナ大学戦では、1998年のトーナメントでケニオン・マーティンが作ったカンファレンス記録に並ぶ8ブロックをあげた。
トーナメント4試合ではトーナメント新記録となる21ブロックをあげた。この年カンファレンスのオールディフェンスチームに選ばれた。
この年のカレッジバスケットボール・インビテイショナルではMVPに選ばれた。
2008-2009シーズン、カンファレンスUSAのリバウンドで2位、フィールドゴール成功率、ブロックショットで1位となり、カンファレンスのファーストチームに選ばれた。
2009年4月10日、NBAドラフトへのアーリーエントリーを行わず、最終学年も大学でプレーすることを表明した。2009-2010シーズンは、カンファレンスの最優秀選手に選ばれた。大学では通算333ブロックショットを記録、カンファレンスの新記録を樹立した。
2010年のNBAドラフト2巡44位でミルウォーキー・バックスに指名された。同年7月8日、ニューヨーク・ニックスにトレードされた。サマーリーグでプレーした後、セルビアのKK Hemofarmで2010-2011シーズンはプレーした。
2011年7月、スロベニアのBC Krkaと契約、NBAのロックアウトが終了した後、同年12月ニックスに加入した。
2012年1月17日、NBAデベロップメントリーグのエリー・ベイホークスに送られ、1月23日、ニックスに呼び戻された。その後、ニックスとベイホークスの間を行き来した。この年、マイアミ・ヒートとのプレーオフにも出場している。
2012年7月11日、チームメートのトニー・ダクラス、ジョシュ・ハレルソン、2つのドラフト指名権とともに、マーカス・キャンビーとのトレードでヒューストン・ロケッツへ移籍したが、7月18日、ロケッツより解雇された。同年12月18日、Dリーグのリノ・ビッグホーンズに加入した。2013年2月4日、Dリーグのオールスターゲームに出場している。同年2月25日、ロサンゼルス・ディーフェンダーズにトレードされた。同年2月25日、フィリピンプロバスケットボールリーグのTalk 'N Text Tropang Textersに加入した。

## 個人成績

### NBA

#### レギュラーシーズン
| シーズン | チーム | GP | GS | MPG | FG%  | 3P% | FT%  | RPG | APG | SPG | BPG | PPG |
| -------- | ------ | -- | -- | --- | ---- | --- | ---- | --- | --- | --- | --- | --- |
| 2011–12  | NYK    | 21 | 0  | 5.1 | .515 | --- | .800 | 1.3 | .2  | .0  | .3  | 2.0 |
| 2014–15  | BKN    | 44 | 0  | 8.7 | .532 | --- | .864 | 2.4 | .3  | .2  | .3  | 3.1 |
| 通算     | 通算   | 65 | 0  | 7.6 | .528 | --- | .852 | 2.0 | .3  | .1  | .3  | 2.8 |

#### プレーオフ
| シーズン | チーム | GP | GS | MPG | FG%  | 3P% | FT% | RPG | APG | SPG | BPG | PPG |
| -------- | ------ | -- | -- | --- | ---- | --- | --- | --- | --- | --- | --- | --- |
| 2012     | NYK    | 1  | 0  | 4.0 | .500 | --- | --- | 2.0 | .0  | .0  | .0  | 2.0 |
| 2015     | BKN    | 1  | 0  | 5.0 | .000 | --- | --- | 2.0 | .0  | .0  | .0  | .0  |
| 通算     | 通算   | 2  | 0  | 4.5 | .250 | --- | --- | 2.0 | .0  | .0  | .0  | 1.0 |